# Монгун-Тайга
50°16′46″ пн. ш. 90°07′12″ сх. д. / 50.27944444° пн. ш. 90.12° сх. д.
Монгун-Тайга (тув. Мөңгүн-Тайга — Срібна гора) — гірський масив на території Монгун-Тайгинського кожууна Туви, в межиріччі Мугура (з півночі), Кулі-Харагая (зі сходу і південного сходу) і Толайти (із заходу), на сході Алтаю.
Російська частина Алтайських гір вважається частиною Західного Сибіру, але Монгун-Тайга в 1932 році була передана (разом з північчю Убсунурської улоговини) зі складу Монголії до складу Тувинської Народної Республіки, а у 1944 році (після входження республіки до складу РРФСР) стала разом з усією Тувою вважатися частиною Східного Сибіру.
Вершина гори — найвища точка Східній Сибіру — увінчана блискучим льодовиковим куполом. У ясний день Монгун-Тайга відливає різким сріблястим світлом, підтверджуючи свою назву. Тут постійно дме сильний вітер.
Біля східного підніжжя масиву лежить озеро Хиндиктиг-Холь — «озеро з пупком» — величезне водоймище з високими і крутими берегами, з чистою водою льодовикового походження. Озеро розташоване на висоті 2 305 м над рівнем моря, в центрі його знаходяться два гористих острівця, які і дали назву озеру. Тут знаходиться найвища точка Туви і всієї Східної Сибіру — гора Монгун-Тайга (3 976 м). Історія підкорення Монгун-Тайги почалася в 1946 році, незважаючи на те, що гора вважається священною і за місцевими повір'ями сходити на її вершину заборонено. Вона до цих пір привертає альпіністів і гірських туристів — до її вершині прокладено кілька маршрутів різної категорії складності
Масив складений кристалічними сланцями і пісковиками, прорваними в центрі масиву інтрузіями гранітів. У високогір'ї — льодовики, загальною площею близько 44 км². По периферії масиву широко поширені валунні льодовикові відклади — показники колишнього потужного зледеніння. Наявність слідів давніх форм зледеніння, а також свіжих форм рельєфу, слабо змінених ерозією, говорять про молодість підняття, що виникло, ймовірно, в кінці льодовикового періоду. На північних схилах масиву — лугова рослинність і гірська тундра, на південних схилах — високогірні степи і кам'яні розвали. Лісовий пояс повністю відсутній. Лише невеликі ділянки лісів з сибірської модрини зустрічаються по долинах річок і струмків біля підніжжя північних схилів масиву.
У 2000 році тут утворено кластерну ділянку біосферного заповідника «Убсунурська улоговина» площею 15890 га для охорони альпійських лугів, кам'янистих тундр і холодних степів, у яких мешкає алтайський архар (гірський баран) і ірбіс (сніговий барс), біля підніжжя гір пасуться сарлики -прямі нащадки дикого тибетського яка, озеро Хиндиктиг-Холь — промислове — тут живе великий харіус (до 0,9 м).